# Bremia lactucae
Bremia lactucae és una espècie d'oomicet fitopatogen que és l'agent causal d'una malaltia greu i important en l'enciam coneguda com el míldiu de l'enciam. A més de l'enciam pot atacar altres plantes asteràcies com la xicoira (Cichorium intybus) i l'escarola (Cichorium endivia), entre d'altres. També pot afectar plantes ornamentals com la sempreviva daurada (Xerochrysum bracteatum).

## Cicle vital
Bremia lactucae és un oomicet dins la família Peronosporaceae, que pot infectar el seu hoste a través d'esporangis produïts asexualment, oòspores generades sexualment, o micelis vegetatius. Les oòspores serveixen de forma de supervivència i com inòcul inicial. La infecció secundària s'esdevé ràpidament a partir dels esporangis disseminats mitjançant l'aire.
L'atac inicial esprodueix a partir de les espores que hivernen en els residus vegetals. La germinació i atac de les plantes hostes s'afavoreix en dies nuvilosos amb temperatures més altes de 14 °C i la humectació de les fulles. La temperatura òptima per la infecció de les plantes és de 15 °C, i per l'esporulació de 18-22 °C. Els símptomes apareixen abans de 5-6 dies. El miceli penetra en les plantes a través dels estomes i es propaga pels espais intercel·lulars. Les condicions de secada i els regs ben controlats, sense excessos, resdueixen les probabilitats d'infecció.

## Control
- Fer servir varietats resistenta
- Evitar l'acumulació de l'aigua
- Densitats baixes de plantació per tal d'airejar el conreu
- Eliminar els residus vegetals que serveixen d'inòcul
- Control químic amb fungicides especialment els basats en el coure.